# Arquebisbat de l'Aquila
L'Arquebisbat de l'Aquila (italià: arcidiocesi dell'Aquila) és una seu metropolitana de l'Església Catòlica de la regió eclesiàstica Abruços-Molise, a Itàlia. El 2004 tenia 106.000 batejats al voltant de 108.300 habitants. Actualment està presidida per l'arquebisbe Giuseppe Petrocchi.
El patró de l'arquebisbat és Màxim d'Aveia, levita i màrtir, anterior patró del bisbat de Forcona, al qual el succeí el de l'Aquila el 1256.

## Territori
El territori està dividit en 147 parròquies que integren els 26 ajuntaments abrusencs, tot situats a la província de L'Aquila.
La catedral, per decret del Papa Alexandre IV del 22 de desembre de 1256 és l'església de San Màxim i San Jordi.
La província eclesiàstica de l'Aquila està formada per dues diòcesis sufragànies:
- Avezzano
- Sulmona-Valva

### El Santuari del Beat Joan Pau II
El 18 de maig del 2011, l'arquebisbe Giuseppe Molinari erigí l'església de San Pietro della Jenca, citada pel papa Joan Pau II com a «lloc de contemplació de Déu en contacte amb la natura» em Santuari "Beat Joan Pau II". És el primer santuari europeu dedicat a Joan Pau II.

### Ordes i congregacions presents

#### Instituts religiosos masculins
- Família dels Deixebles
- Orde de Frares Menors
- Orde dels Frares Menors Caputxins
- Orde de Frares Menors Conventuals
- Reconstructors de la Pregària
- Societat Salesiana

#### Instituts religiosos femenins
- Apòstols del Sagrat Cor de Jesús
- Betlemites Filles del Sagrat Cor
- Filles del Crucifix
- Filles de la Caritat de Sant Vicenç de Paül
- Filles de Maria Auxiliadora
- Institut de Maria Santíssima Anunciada
- Mestres Pies Filipinines
- Missioneres de la Caritat
- Missioneres de la Doctrina Cristiana
- Monges agustinianes de Sant Amico
- Monges Benedictines Celestines de San Basili
- Monges Cistercenques
- Orde de Santa Clara de la Beata Antònia
- Germanes Adoratrius de la Sang de Crist
- Germanes de la Caritat de Santa Giovanna Antida Thouret
- Germanes de la Presentació de Maria Santissima
- Germanes de San Josep de Cuneo
- Germanes Franciscanes Missioneres de Jesús Infant
- Germanes gesloses del Sagrat Cor

## Història
El territori que actualment forma l'arquebisbat de L'Aquila, a finals del segle i estava ocupat per tres antigues diòcesis Amiterno (San Vittorino), Forcona o Forconio (Civita di Bagno) i Pitinum (Pettino).
Les llistes dels bisbes són incompletes:
- de la seu d'Armiterno ens han arribat els noms de Vittorino, martiritzat en temps de Nerva; Castorio, citat pel Papa Gregori I, Ceteu, martiritzat pels longobards d'Ambó; i Leonzio, germà del Papa Esteve II
- de Ptitum es coneix només el nom d'un únic bisbe, Romano; però la seu s'incorporà molt aviat a la d'Armiterno.

Els orígens del bisbat de Forconio són incerts. El primer bisbe conegut és Floro, que va participar en el sínode de Roma del 680. Després d'ell, els bisbes que ens han arribat són Ceso, que allotjà al Papa Joan XII i a l'emperador Otó I quan anà a la ciutat per honorar el cos de San Màxim; Pagano, que el 1178 rebé un breu del papa Alexandre III amb el qual l'Església de Forconio quedava sota la protecció de la Santa Seu; Rainier, lloat per Alexandre II, i Berardo de Paula, bisbe el 1252 i que esdevingué el primer bisbe de L'Aquila.
La creació del bisbat de L'Aquila coincideix amb el trasllat del bisbat de Forconio: d'acord amb les instàncies de les autoritats civils de L'Aquila, mitjançant butlla del 22 de desembre de 1256, el Papa Alexandre IV concedí al centre recent fundat l'estatus de ciutat i la dignitat episcopal, i ordenà el trasllat de la seu de Forcona, amb tots els seus drets i els seus honors, a l'església catedral titulada de Sant Màxim i Jordi; amb el privilegi Purae fidei del 20 de febrer de 1257 el pontífex definí els llindars de la diòcesi i no repetí l'erecció. Els territoris que havien estat d'Amiterno, a l'època que depenien del bisbat de Rieti, van passar a formar part de la nova circumscripció eclesiàstica aquilana.
El 1818, el Papa Pius VII i el Rei de les Dues Sicílies Ferran I van concloure un concordat, seguit del qual, mitjançant la butlla De utiliori, el Papa decretà la supressió de la seu episcopal de Cittaducale pel dèficit de rendes, i annexionà el seu territori a la diòcesi de L'Aquila.
Per premiar la devoció a la persona del Pontífex per part de la població i la bondat del bisbe Luigi Filippi, mitjançant la carta apostòlica del 19 de gener de 1876, el Papa Pius IX eleva la seu de L'Aquila a la dignitat arquebisbal, tot i que seguí estant subjecta directament a la Santa Seu.
En obsequi a les noves disposicions del Concili Vaticà II, el Papa Pau VI, mitjançant la carta apostòlica Cum cognitum del 15 d'agost de 1972 eleva la seu arquebisbat de L'Aquila a seu metropolitana i atorgà a l'arquebisbe Constantino Stella el títol de metropolità de la nova província eclesiàstica, amb les diòcesis sufragànies de Marsi (amb seu a Avezzano) i de Valva i Sulmona.
Mitjançant el decret Quo aptius del 27 de juny de 1976 de la Congregació per als Bisbes, per conformar els límits diocesans amb els de les províncies civils, l'arquebisbat de L'Aquila patí un darrer i definitiu reajustament territorial: les 25 parròquies que formaven l'antic bisbat de Cittaducale van ser incorporades al bisbat de Rieti, mentre que 21 noves parròquies van passar a formar part de la diòcesi de L'Aquila.
El 2006 la diòcesi de L'Aquila celebrà el 750è aniversari de la seva fundació.
La catedral, el palau arquebisbal i moltes esglésies de L'Aquila van patir greus desperfectes a causa del terratrèmol del 2009. El Papa Benet XVI visità l'arquebisbat el 28 d'abril de 2009, aturant-se a pregar sobre les despulles de Celestí V a la basílica de Santa Maria de Collemaggio, malmesa durant el sisme.

## Episcopologi

### Bisbes de Forcona
- Floro † (mencionat el 680)
- Giovanni † (inicis de 853 – finals de 866)
- Ceso † (en temps del Papa Joan XII)
- Albino †
- Gualderico † (inicis de 968 - finals de 1028)
- San Raniero † (inicis de 1072 - finals de 1077)
- Berardo I † (inicis de 1160 - finals de 1170)
- Pagano † (mencionat el 1178)
- Berardo II † (mencionat el 1187)
- Odorisio † (1188 - finals de 1198)
- Giovanni II † (1 de juliol de 1204 - 1206 o 1208 nomenat bisbe de Perusa)
- Anuto (o Anfuso) † (mencionat el 1208)
- Teodino † (mencionat el 1209)
- Teodoro di Ancona † (mencionat el 1220)
- Tommaso † (2 de juny de 1225 - finals de 1226)
- Berardo da Padula † (23 de maig de 1252 - 20 de febrer de 1257 traslladat a l'Aquila)

### Bisbes de L'Aquila
- Berardo da Padula † (20 de febrer de 1257 - 1264 mort)
- Niccolò Sinizzo, O.Cist. † (31 de desembre de 1267 - 1294)
- Nicola Castroceli, O.P. † (1294 - 1303 mort)
- Bartolomeo Conti † (7 d'agost de 1303 - maig de 1312 mort)
- Filippo Delci, O.E.S.A. † (4 de juny de 1312 - 1327 mort)
- Angelo Acciaiuoli, O.P. † (8 de juny de 1328 - 26 de juny de 1342 nomenat arquebisbe de Florència)
- Pietro Guglielmi † (16 de juliol de 1342 - 1346 mort)
- Paolo Rainaldi † (30 de març de 1349 - 10 de maig de 1353 nomenat bisbe d'Ascoli Piceno)
- Isacco Bindi † (10 de maig de 1353 - 15 de gener de 1356 nomenat bisbe d'Ascoli Piceno)
- Paolo Rainaldi † (15 de gener de 1356 - 25 de gener de 1377 mort) (per segon cop)
- Giovanni Zacchei, O.P. † (1377 - 1381)[2]
- Stefano Sidonio da Monticchio † (1381 - 1382 mort)
  - Bernardo da Teramo † (28 de juny de 1382 - dopo il 28 d'agost de 1391) (antibisbe)
- Clemente Secinari † (1382 - 1384)
- Oddo † (1386 - 1388 mort)
- Ludovico Cola † (20 d'agost de 1390 - 4 de setembre de 1397 nomenat bisbe de Rieti)
- Giacomo Donadei † (11 de juliol de 1400 - 6 de gener de 1431 mort)
- Amico Agnifili † (4 de maig de 1431 - 1472 dimití)
- Francesco Agnifili † (1472 - 20 d'agost de 1476 mort)
- Amico Agnifili † (20 d'agost de 1476 - 9 de novembre de 1476 mort) (per segon cop)
- Ludovico Borgio † (31 de gener de 1477 - 12 de novembre de 1485 mort)
- Giovanbattista Gaglioffi † (9 de gener de 1486 - 1491[3] mort)
- Giovanni Di Leone † (23 d'agost de 1493 - 1502 mort)
- Gualtiero Suardo, O.S.B. † (9 de maig de 1502 - 1504 dimití)
- Giovanni da Prato, O.F.M. † (6 de març de 1504 - 1506 dimití)[4]
- Enrico d'Aragona † (6 d'agost de 1508 - 24 d'agost de 1509 mort)
  - Seu vacant (1509-1515)
- Francesco Franchi † (24 d'agost de 1515 - 1523 dimití)
- Giovanni Piccolomini † (6 de juliol de 1523 - 3 de juliol de 1525 dimití) (administrador apostòlic)
  - Pompeo Colonna † (3 de juliol de 1525 - 1532 dimití) (administrador apostòlic)
  - Giovanni Piccolomini † (1532 - 21 de novembre de 1537 mort) (administrador apostòlic, per segon cop)
- Bernardo Sancio (de Santis) † (14 de juliol de 1538 - 1552 ? mort)
- Alvaro Della Quadra † (13 de setembre de 1553 - 1561 dimití)
- Giovanni D'Acugna † (15 de gener de 1561 - 25 de juliol de 1578 mort)
- Mariano De Racciaccaris, O.F.M.Obs. † (3 de juliol de 1579 - 24 de març de 1592 mort)
- Basilio Pignatelli, C.R. † (18 d'agost de 1593 - 1599 dimití)
- Giuseppe de Rossi † (29 de març de 1599 - 12 de setembre de 1605 nomenat arquebisbe de Acerenza i Matera)
- Gundisalvo De Ruenda † (19 de desembre de 1605 - 23 de maig de 1622 nomenat bisbe de Gallipoli)
- Álvaro Mendoza, O.F.M. † (14 de novembre de 1622 - 29 de maig de 1628 nomenat bisbe de Jaca)
- Gaspare De Gaioso † (11 de desembre de 1628 - 1646 mort)
- Clemente Del Pezzo, C.R. † (17 de desembre de 1646 - 27 de novembre de 1651 nomenat bisbe de Castellammare di Stabia)
- Francesco Tellio De Leon, C.R. † (1 de juny de 1654 - febrer de 1662 mort)
- Carlo De Angelis † (13 d'agost de 1663 - 17 de desembre de 1674 nomenat bisbe d'Acerra)
- Giovanni de Torrecilla y Cardenas † (19 d'octubre de 1676 - 17 de març de 1681 nomenat arquebisbe de Brindisi)
- Arcangelo Tipaldi, O.F.M.Obs. † (2 de juny de 1681 - abril de 1682 mort)
- Ignazio Della Zerda, O.E.S.A. † (11 de gener de 1683 - 29 de setembre de 1702 mort)
- Domenico Taglialatela † (8 de juny de 1718 - 18 de març de 1742 mort)
- Giuseppe Coppola † (25 de maig de 1742 - 1 de desembre de 1749 nomenat bisbe de Castellammare di Stabia)

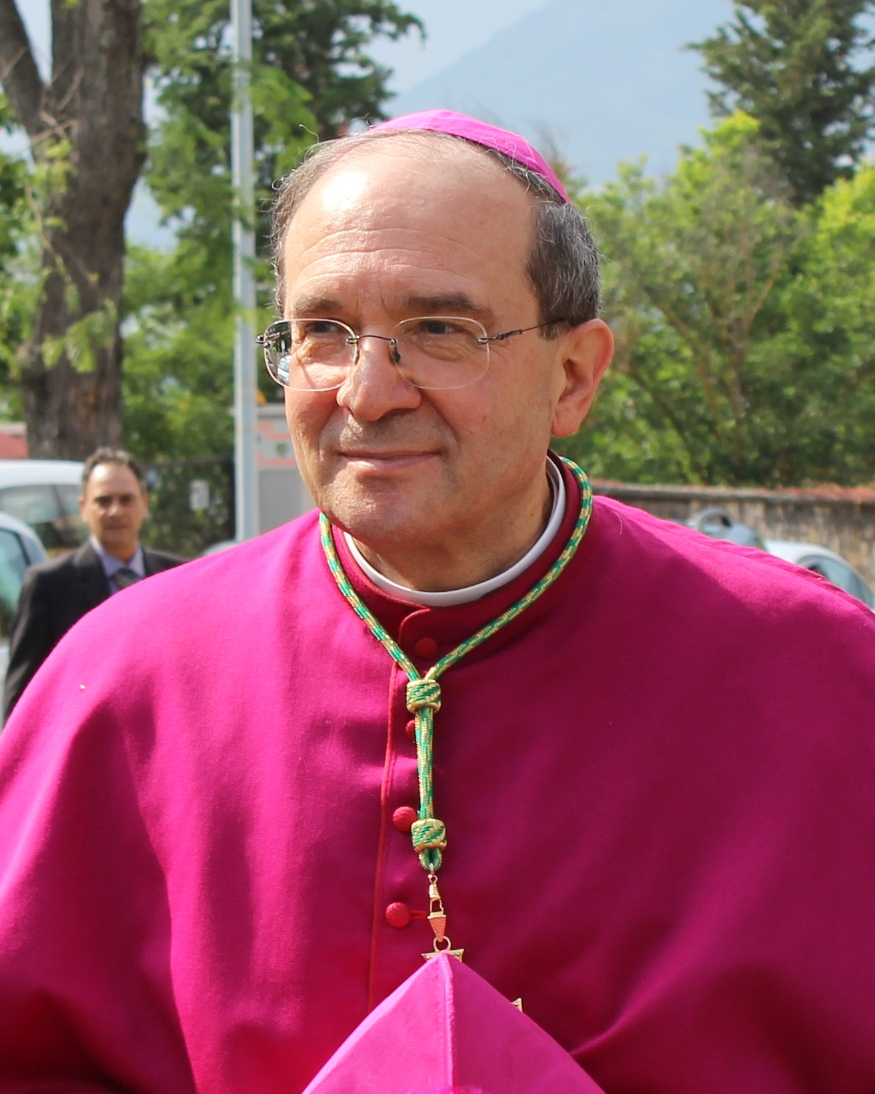
Giuseppe Petrocchi

- Ludovico Sabatini † (23 de febrer de 1750 - 6 de juliol de 1776 mort)
- Benedetto Cervone † (23 de juny de 1777 - 31 de març de 1788 mort)
- Francesco Saverio Gualtieri † (26 de març de 1792 - 6 d'abril de 1818 nomenat bisbe de Caserta)
- Manieri Giovanni † (6 d'abril de 1818 - 12 de novembre de 1844 mort)
- Michele Navazio † (20 de gener de 1845 - 26 d'abril de 1852 mort)
- Luigi Filippi † (7 de març de 1853 - 19 de gener de 1876)

### Arquebisbes de L'Aquila
- Luigi Filippi † (19 de gener de 1876 - 28 de gener de 1881 mort)
- Augusto Antonino Vicentini † (13 de maig de 1881 - 11 de setembre de 1892 mort)
- Francesco Paolo Carrano † (16 de gener de 1893 - 1 de setembre de 1906 nomenat arquebisbe de Trani e Barletta)
- Pellegrino Francesco Stagni, O.S.M. † (15 d'abril de 1907 - 1 de gener de 1916 dimití)
- Adolfo Turchi † (17 de juliol de 1918 - 2 de maig de 1929 mort)
- Gaudenzio Manuelli † (18 de febrer de 1931 - 9 de febrer de 1941 mort)
- Carlo Confalonieri † (27 de març de 1941 - 22 de febrer de 1950 nomenat secretari de la Congregació per l'Educació Catòlica)
- Costantino Stella † (5 de juliol de 1950 - 2 de juny de 1973 dimití)
- Carlo Martini † (2 de juny de 1973 - 31 de desembre de 1983 dimití)
- Mario Peressin † (31 de desembre de 1983 - 6 de juny de 1998 retirat)
- Giuseppe Molinari (6 de juny de 1998 - 8 de juny de 2013 retirat)
- Giuseppe Petrocchi, des del 8 de juny de 2013